# Nederlandse kampioenschappen indooratletiek 1981
De Nederlandse kampioenschappen indooratletiek 1981 werden op 31 januari en 1 februari in de IJsselhal in Zwolle gehouden.
Tijdens deze kampioenschappen werd een vijftal Nederlandse indoorrecords verbeterd. Bij de vrouwen liep Els Vader de 60 m in 7,40 s, kwam Elly van Hulst op de 1500 m tot 4,21,7 en legde Carla Beurskens de 3000 m af in 9.20,8. Bij de mannen sprong Pim Göbel met de polsstok over 4,86 m, terwijl Marcel Klarenbeek op de 400 m 48,45 s liet noteren.
Het record van Carla Beurskens is echter nooit in de recordboeken opgenomen, omdat de KNAU er pas in 1982 toe overging om de 3000 m officieel op te nemen in de nationale indoorrecordlijst.

## Uitslagen

### 60 m
| rang   | atleet             | prestatie |
| ------ | ------------------ | --------- |
| Goud   | Ed Pirau           | 7,02 s    |
| Zilver | Raymond Heerenveen | 7,02 s    |
| Brons  | Mark van der Krogt | 7,06 s    |

| rang   | atlete             | prestatie |
| ------ | ------------------ | --------- |
| Goud   | Els Vader          | 7,40 s    |
| Zilver | Lilian van der Ham | 7,73 s    |
| Brons  | Erna ten Haken     | 7,83 s    |

### 400 m
| rang   | atleet            | prestatie |
| ------ | ----------------- | --------- |
| Goud   | Marcel Klarenbeek | 48,45 s   |
| Zilver | Henk Kraayenhof   | 48,89 s   |
| Brons  | Raymond Hoefman   | 50,09 s   |

| rang   | atlete         | prestatie |
| ------ | -------------- | --------- |
| Goud   | Rona Keller    | 56,76 s   |
| Zilver | Gerda Benders  | 56,80 s   |
| Brons  | Cobi Körmeling | 57,36 s   |

### 800 m
| rang   | atleet         | prestatie |
| ------ | -------------- | --------- |
| Goud   | Menno Lievers  | 1.54,2    |
| Zilver | Arno Körmeling | 1.54,2    |
| Brons  | Dick Bartelson | 1.55,4    |

| rang   | atlete         | prestatie |
| ------ | -------------- | --------- |
| Goud   | Elly van Hulst | 2.13,7    |
| Zilver | Saskia Brouwer | 2.14,6    |
| Brons  | Karin de Nijs  | 2.15,4    |

### 1500 m
| rang   | atleet     | prestatie |
| ------ | ---------- | --------- |
| Goud   | Jan Zethof | 3.47,2    |
| Zilver | Cor Louws  | 3.49,6    |
| Brons  | Joost Borm | 3.50,8    |

| rang   | atlete          | prestatie |
| ------ | --------------- | --------- |
| Goud   | Elly van Hulst  | 4.21,7    |
| Zilver | Saskia Brouwer  | 4.23,8    |
| Brons  | Carla Beurskens | 4.23,9    |

### 3000 m
| rang   | atleet       | prestatie |
| ------ | ------------ | --------- |
| Goud   | Klaas Lok    | 8.11,7    |
| Zilver | Jan Zethof   | 8.29,9    |
| Brons  | Henk Mentink | 8.30,7    |

| rang   | atlete          | prestatie |
| ------ | --------------- | --------- |
| Goud   | Carla Beurskens | 9.20,8    |
| Zilver | Janet Looys     | 10.07,9   |
| Brons  | Brigit de Nijs  | 10.11,5   |

### 3000 m snelwandelen
| rang   | atleet                     | prestatie |
| ------ | -------------------------- | --------- |
| Goud   | Dirk Maassen van der Brink | 13.49,7   |
| Zilver | Imco van der Wal           | 14.07,0   |
| Brons  | Jan Cortenbach             | 14.16,7   |

### 60 m horden
| rang   | atleet          | prestatie |
| ------ | --------------- | --------- |
| Goud   | Henk Kort       | 8,26 s    |
| Zilver | Paul Wijnbergen | 8,30 s    |
| Brons  | Freddy Burgoss  | 8,40 s    |

| rang   | atlete          | prestatie |
| ------ | --------------- | --------- |
| Goud   | Tineke Hidding  | 8,61 s    |
| Zilver | Sylvia Barlag   | 8,66 s    |
| Brons  | Anke van Heijst | 8,85 s    |

### hoogspringen
| rang   | atleet            | prestatie |
| ------ | ----------------- | --------- |
| Goud   | Ruud Wielart      | 2,11 m    |
| Zilver | Ferdinand Rikkers | 2,08 m    |
| Brons  | Han de Milde      | 2,05 m    |

| rang   | atlete             | prestatie |
| ------ | ------------------ | --------- |
| Goud   | Mariëtte Overwater | 1,80 m    |
| Zilver | Sylvia Barlag      | 1,75 m    |
| Brons  | Annemieke Bouma    | 1,70 m    |

### hink-stap-springen
| rang   | atleet                | prestatie |
| ------ | --------------------- | --------- |
| Goud   | Roy Sedoc             | 15,60 m   |
| Zilver | Anne-Jan van der Veen | 15,32 m   |
| Brons  | Peter van Leeuwen     | 15,01 m   |

### polsstokhoogspringen
| rang   | atleet           | prestatie |
| ------ | ---------------- | --------- |
| Goud   | Pim Göbel        | 4,86 m    |
| Zilver | Hans van der Pal | 4,60 m    |
| Brons  | Rob Richèl       | 4,50 m    |

### verspringen
| rang   | atleet            | prestatie |
| ------ | ----------------- | --------- |
| Goud   | Roy Sedoc         | 7,36 m    |
| Zilver | Frans Krechting   | 7,03 m    |
| Brons  | Jeroen Bronwasser | 7,03 m    |

| rang   | atlete           | prestatie |
| ------ | ---------------- | --------- |
| Goud   | Edine van Heezik | 6,20 m    |
| Zilver | Marjan Goedhart  | 6,03 m    |
| Brons  | Tineke Hidding   | 5,57 m    |

### kogelstoten
| rang   | atleet        | prestatie |
| ------ | ------------- | --------- |
| Goud   | Erik de Bruin | 16,85 m   |
| Zilver | Rob Hermans   | 15,10 m   |
| Brons  | Wim Coenen    | 14,96 m   |

| rang   | atlete         | prestatie |
| ------ | -------------- | --------- |
| Goud   | Isaline Hage   | 13,13 m   |
| Zilver | Bea Wiarda     | 12,70 m   |
| Brons  | Tine Schenkels | 12,67 m   |

1969 · 
1970 · 
1971 · 
1972 · 
1973 · 
1974 · 
1975 · 
1976 · 
1977 · 
1978 · 
1979 ·
1980 · 
1981 · 
1982 · 
1983 · 
1984 · 
1985 · 
1986 · 
1987 · 
1988 · 
1989 · 
1990 · 
1991 · 
1992 · 
1993 · 
1994 · 
1995 · 
1996 · 
1997 · 
1998 · 
1999 · 
2000 · 
2001 · 
2002 · 
2003 · 
2004 · 
2005 · 
2006 · 
2007 · 
2008 · 
2009 · 
2010 · 
2011 · 
2012 · 
2013 · 
2014 ·
2015 ·
2016 ·
2017 ·
2018 ·
2019 · 
2020 · 
2021 · 
2022 · 
2023 · 
2024 · 
2025